# Xenocalamus sabiensis
Xenocalamus sabiensis är en ormart som beskrevs av BROADLEY 1971. Xenocalamus sabiensis ingår i släktet Xenocalamus och familjen Atractaspididae. Inga underarter finns listade i Catalogue of Life.